# Entre-Vignes
Entre-Vignes est une commune nouvelle française résultant de la fusion — au 1er janvier 2019 — des communes de Saint-Christol et Vérargues, située dans le département de l'Hérault en région Occitanie.

## Géographie

### Communes limitrophes
Les communes limitrophes sont  Boisseron, Lunel-Viel, Restinclières, Saint-Geniès-des-Mourgues, Saint-Sériès et Saturargues.

### Climat
Le climat qui caractérise la commune est qualifié, en 2010, de « climat méditerranéen franc », selon la typologie des climats de la France qui compte alors huit grands types de climats en métropole. En 2020, la commune ressort du type « climat méditerranéen » dans la classification établie par Météo-France, qui ne compte désormais, en première approche, que cinq grands types de climats en métropole. Pour ce type de climat, les hivers sont doux et les étés chauds, avec un ensoleillement important et des vents violents fréquents.
Les paramètres climatiques qui ont permis d’établir la typologie de 2010 comportent six variables pour les températures et huit pour les précipitations, dont les valeurs correspondent à la normale 1971-2000. Les sept principales variables caractérisant la commune sont présentées dans l'encadré suivant.
| Paramètres climatiques communaux sur la période 1971-2000 - Moyenne annuelle de température : 14,3 °C - Nombre de jours avec une température inférieure à −5 °C : 1,6 j - Nombre de jours avec une température supérieure à 30 °C : 18,3 j - Amplitude thermique annuelle : 17,1 °C - Cumuls annuels de précipitation : 714 mm - Nombre de jours de précipitation en janvier : 6,1 j - Nombre de jours de précipitation en juillet : 2,7 j |

Avec le changement climatique, ces variables ont évolué. Une étude réalisée en 2014 par la Direction générale de l'Énergie et du Climat complétée par des études régionales prévoit en effet que la  température moyenne devrait croître et la pluviométrie moyenne baisser, avec toutefois de fortes variations régionales. Ces changements peuvent être constatés sur la station météorologique de Météo-France la plus proche, « Villevieille », sur la commune de Villevieille, mise en service en 1970 et qui se trouve à 7 km à vol d'oiseau,, où la température moyenne annuelle est de 14,6 °C et la hauteur de précipitations de 754,1 mm pour la période 1981-2010.
Sur la station météorologique historique la plus proche, « Montpellier-Aéroport », sur la commune de Mauguio,  mise en service en 1946 et à 14 km, la température moyenne annuelle évolue de 14,7 °C pour la période 1971-2000, à 15,1 °C pour 1981-2010, puis à 15,5 °C pour 1991-2020.
La station météorologique de Météo-France installée sur la commune et en service de 1971 à 2022 permet de connaître en continu l'évolution des indicateurs météorologiques. Le tableau détaillé pour la période 1981-2010 est présenté ci-après.
| Mois                                  | jan.             | fév.         | mars          | avril         | mai          | juin         | jui.         | août           | sep.          | oct.          | nov.          | déc.         | année      |
| ------------------------------------- | ---------------- | ------------ | ------------- | ------------- | ------------ | ------------ | ------------ | -------------- | ------------- | ------------- | ------------- | ------------ | ---------- |
| Température minimale moyenne (°C)     | 1,8              | 2,3          | 4,8           | 7,3           | 11,1         | 14,2         | 16,9         | 16,6           | 13,4          | 10,5          | 5,5           | 2,8          | 9          |
| Température moyenne (°C)              | 6,5              | 7,5          | 10,4          | 13            | 17,1         | 20,8         | 23,8         | 23,4           | 19,6          | 15,5          | 10,2          | 7,2          | 14,6       |
| Température maximale moyenne (°C)     | 11,2             | 12,6         | 16            | 18,7          | 23           | 27,5         | 30,7         | 30,3           | 25,8          | 20,5          | 14,9          | 11,7         | 20,3       |
| Record de froid (°C) date du record   | −13,5 07.01.1985 | −12 05.02.12 | −8 02.03.05   | −2,5 08.04.21 | 2 06.05.1982 | 5 06.06.1986 | 8 13.07.1993 | 6,5 30.08.1986 | 3 25.09.1984  | −1,5 25.10.03 | −6 28.11.1985 | −10 20.12.09 | −13,5 1985 |
| Record de chaleur (°C) date du record | 22,5 19.01.07    | 25 03.02.20  | 29,5 31.03.12 | 33 08.04.11   | 36 29.05.01  | 46 28.06.19  | 39 23.07.06  | 41,5 12.08.03  | 37,5 05.09.16 | 33,5 12.10.11 | 26,5 07.11.13 | 21 24.12.18  | 46 2019    |
| Précipitations (mm)                   | 60,7             | 50,9         | 40,5          | 65,4          | 54,2         | 30,6         | 23,4         | 43,6           | 103           | 114,2         | 83,6          | 73,8         | 743,9      |

## Urbanisme

### Typologie
Au 1er janvier 2024, Entre-Vignes est catégorisée bourg rural, selon la nouvelle grille communale de densité à sept niveaux définie par l'Insee en 2022.
Elle est située hors unité urbaine. Par ailleurs la commune fait partie de l'aire d'attraction de Montpellier, dont elle est une commune de la couronne,. Cette aire, qui regroupe 161 communes, est catégorisée dans les aires de 700 000 habitants ou plus (hors Paris),.

### Risques majeurs
Le territoire de la commune d'Entre-Vignes est vulnérable à différents aléas naturels : météorologiques (tempête, orage, neige, grand froid, canicule ou sécheresse), inondations, feux de forêts et séisme (sismicité faible). Il est également exposé à un risque technologique,  le transport de matières dangereuses. Un site publié par le BRGM permet d'évaluer simplement et rapidement les risques d'un bien localisé soit par son adresse soit par le numéro de sa parcelle.

#### Risques naturels
Certaines parties du territoire communal sont susceptibles d’être affectées par le risque d’inondation par débordement de cours d'eau, notamment le Dardaillon et le Dardaillon-Ouest. La commune a été reconnue en état de catastrophe naturelle au titre des dommages causés par les inondations et coulées de boue survenues en 1982, 1998, 2001, 2002, 2003, 2014 et 2021,.
Entre-Vignes est exposée au risque de feu de forêt. Un plan départemental de protection des forêts contre les incendies (PDPFCI) a été approuvé en juin 2013 et court jusqu'en 2022, où il doit être renouvelé. Les mesures individuelles de prévention contre les incendies sont précisées par deux arrêtés préfectoraux et s’appliquent dans les zones exposées aux incendies de forêt et à moins de 200 mètres de celles-ci. L’arrêté du 25 avril 2002 réglemente l'emploi du feu en interdisant notamment d’apporter du feu, de fumer et de jeter des mégots de cigarette dans les espaces sensibles et sur les voies qui les traversent sous peine de sanctions. L'arrêté du 11 mars 2013 rend le débroussaillement obligatoire, incombant au propriétaire ou ayant droit,.

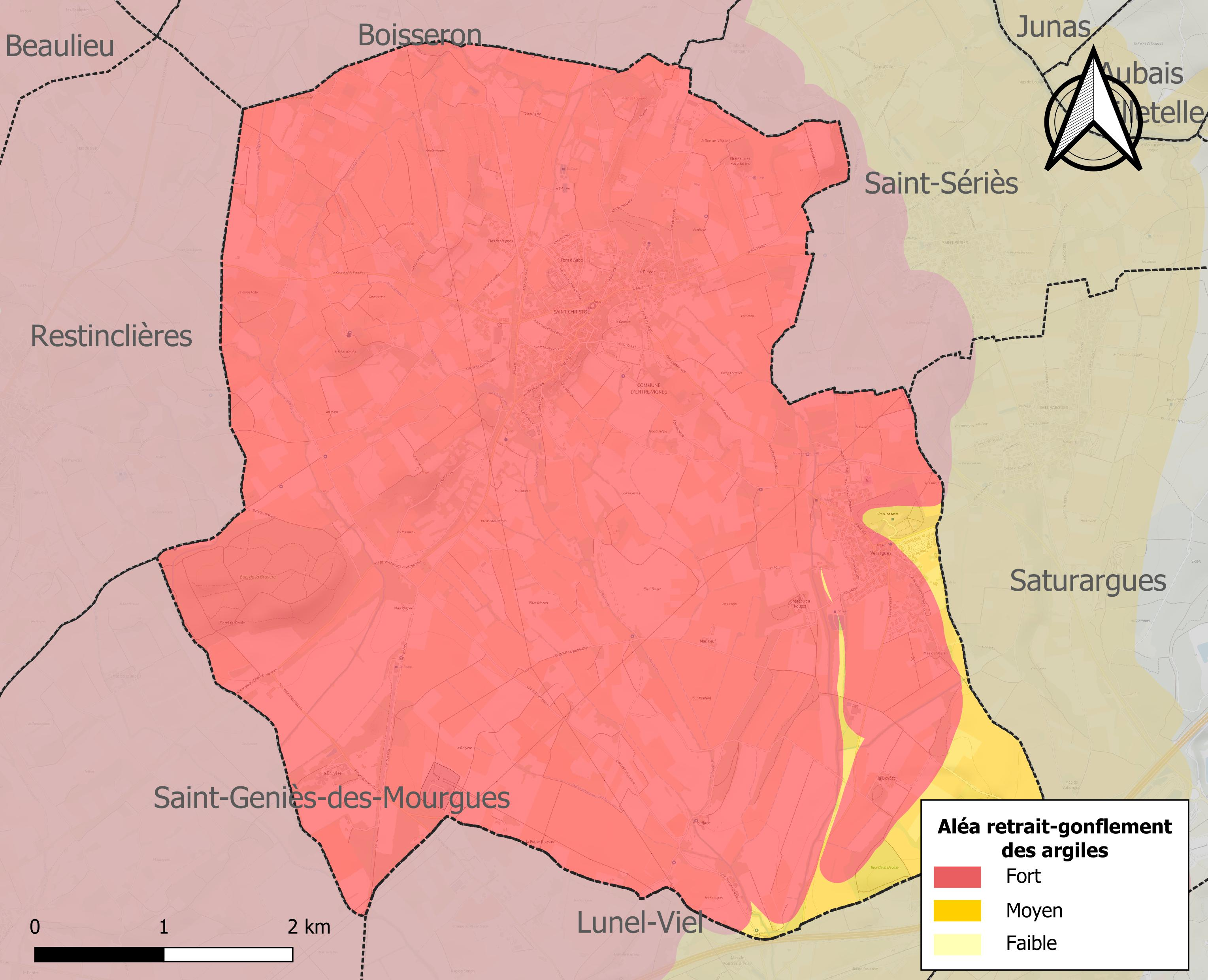
Carte des zones d'aléa retrait-gonflement des sols argileux d'Entre-Vignes.

Le retrait-gonflement des sols argileux est susceptible d'engendrer des dommages importants aux bâtiments en cas d’alternance de périodes de sécheresse et de pluie. La totalité de la commune est en aléa moyen ou fort (59,3 % au niveau départemental et 48,5 % au niveau national). Sur les 801 bâtiments dénombrés sur la commune en 2019, 801 sont en aléa moyen ou fort, soit 100 %, à comparer aux 85 % au niveau départemental et 54 % au niveau national. Une cartographie de l'exposition du territoire national au retrait gonflement des sols argileux est disponible sur le site du BRGM,.
Par ailleurs, afin de mieux appréhender le risque d’affaissement de terrain, l'inventaire national des cavités souterraines permet de localiser celles situées sur la commune.

#### Risques technologiques
Le risque de transport de matières dangereuses sur la commune est lié à sa traversée par des infrastructures routières ou ferroviaires importantes ou la présence d'une canalisation de transport d'hydrocarbures. Un accident se produisant sur de telles infrastructures est susceptible d’avoir des effets graves sur les biens, les personnes ou l'environnement, selon la nature du matériau transporté. Des dispositions d’urbanisme peuvent être préconisées en conséquence.

## Histoire
La commune est créée au 1er janvier 2019 par un arrêté préfectoral du 13 décembre 2018.

### Les Hospitaliers
Château des Hospitaliers: ancien chef-lieu de la commanderie des Hospitaliers de l'ordre de Saint-Jean de Jérusalem dite de Saint-Christol. Elle faisait partie du grand prieuré de Saint-Gilles au sein de la langue de Provence.

## Politique et administration

### Liste des maires
| Période         | Période  | Identité             | Étiquette | Qualité                                                                                         |
| --------------- | -------- | -------------------- | --------- | ----------------------------------------------------------------------------------------------- |
| 14 janvier 2019 | 2020     | Jean-Luc Bergeon     | DVG       | 3e vice-président de la CC du Pays de Lunel (2014 → ) Maire délégué de Saint-Christol (2019 → ) |
| 2020            | En cours | Jean-Jacques Esteban |           |                                                                                                 |

### Communes déléguées
| Nom                    | Code Insee | Intercommunalité    | Superficie (km2) | Population (dernière pop. légale) | Densité (hab./km2) |
| ---------------------- | ---------- | ------------------- | ---------------- | --------------------------------- | ------------------ |
| Saint-Christol (siège) | 34246      | CC du Pays de Lunel | 11,29            | 1 377 (2016)                      | 122                |
| Vérargues              | 34330      | CC du Pays de Lunel | 5,51             | 746 (2016)                        | 135                |

## Démographie
L'évolution du nombre d'habitants est connue à travers les recensements de la population effectués dans la commune depuis sa création.

En 2022, la commune comptait 2 186 habitants, en évolution de +2,97 % par rapport à 2016 (France hors Mayotte : +2,11 %).
| 2015  | 2020  | 2022  |
| ----- | ----- | ----- |
| 2 117 | 2 133 | 2 186 |

## Culture locale et patrimoine

### Lieux et monuments

#### Saint-Christol
- Église Saint-Christophe de Saint-Christol, 19e siècle ; clocher ajouté dans les années 1950 ;
- Ancienne église Saint-Christophe de Saint-Christol (propriété privée) ;
- Horloge communale dont le campanile en fer forgé abrite la cloche des heures ;
- Ancienne gare PLM (ligne Sommières − Montpellier) ;
- Château des Hospitaliers[Note 8] ;
- Nouvel « espace œnopôle Viavino ».

#### Vérargues

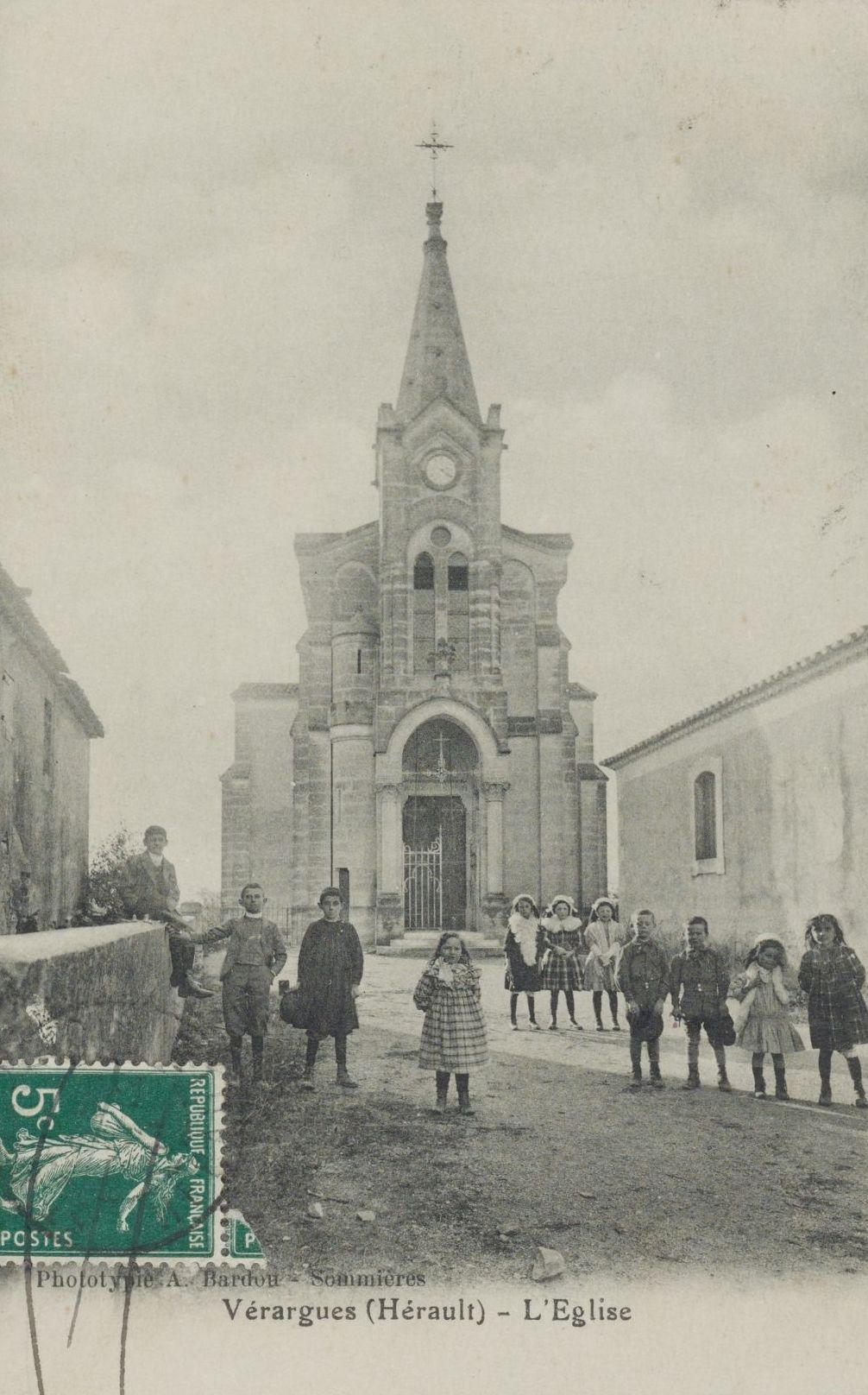
L'église : carte postale (1911).

- Une borne milliaire romaine au nom d'Auguste a été découverte sur la commune. Elle est actuellement exposée dans le parc du château de Teillan, commune d'Aimargues, dans le Gard voisin.
- Église Saint-André-et-du Sacré-Cœur de Vérargues ; seconde moitié XIXe siècle.
- Château de la Devèze, du XVIIe siècle, inscrit au titre des monuments historiques[28].
- Château du Pouget.
- Domaine dit Château Vérargues au cœur du village ; exemple d'architecture viticole particulièrement représentatif de la fin du XIXe siècle. Une cave date de 1895.
- Clinique psychiatrique Stella. L'aile ouest correspond à l'ancien bâtiment du séminaire dit « Institution Notre-Dame-de-la-Paix » en activité de 1933 aux années 1950. Cet établissement fut lui-même aménagé au sein d'une construction beaucoup plus ancienne (sans doute un château) dont peu de traces subsistent si ce n'est une belle salle voûtée au rez-de-chaussée avec moulures et cheminée en marbre d'époque Louis XV. À cette occasion, la construction fut d'ailleurs surélevée d'un étage et modifiée en partie dans le style Art déco en ce qui concerne les façades. Un grand parc de 9 ha conserve une orangerie néo classique en pierre de taille éclairée par neuf portes cintrées ainsi qu'un ancien oratoire de plein air (improprement nommé chapelle) datant de l'époque du séminaire (la véritable chapelle, dédiée à Notre-Dame-de-la-Paix se trouvait au sein de l'aile nord du bâtiment). Le domaine est vendu par le diocèse de Montpellier en 1963 et une clinique y a été installée depuis, ce qui a donné lieu à de nouvelles et très importantes modifications dans l'architecture générale du bâtiment.